# Premiul Emmy 2010
Premiul Emmy a fost acordat în anul 2010 în Los Angeles.
Serial dramă
- Breaking Bad (AMC)
- Dexter (Showtime)
- Lost (ABC)
- Mad Men (AMC)
- Good Wife (CBS)
- True Blood (HBO)

Serial comedie
- 30 Rock (NBC)
- The Office (NBC)
- Curb Your Enthusiasm (HBO)
- Glee (FOX)
- Modern Family (ABC)
- Nurse Jackie (Showtime)

Miniserial
- The Pacific (HBO)
- Return to Cranford (PBS)

Film TV
- Endgame (PBS)
- Georgia O’Keeffe (Lifetime)
- Moon Shot (History)
- The Special Relationship (HBO)
- Temple Grandin (HBO)
- You Don't Know Jack (HBO)

Varietăți, muzică
- The Daily Show with Jon Stewart (Comedy Central)
- The Colbert Report (Comedy Central)
- The Tonight Show with Conan O'Brien (NBC)
- Real Time with Bill Maher (HBO)
- Saturday Night Live (NBC)

Reality concurs la TV
- The Amazing Race (CBS)
- American Idol (FOX)
- Dancing with the Stars (ABC)
- Project Runway (Lifetime)
- Top Chef (Bravo)

Reality emisiune TV
- Antiques Roadshow (PBS)
- Dirty Jobs (Discovery Channel)
- Jamie Oliver's Food Revolution (ABC)
- Kathy Griffin: My Life on the D-List (Bravo)
- MythBusters (Discovery Channel)
- Undercover Boss (CBS)

Emisiune pentru copii
- iCarly (Nickelodeon)
- Hannah Montana (Disney Channel)
- Jonas L.A. (Disney Channel)
- Wizards of Waverly Place (Disney Channel)
- Wizards of Waverly Place: The Movie (Disney Channel)

## Actori cu rol principal
| Actor rol principal dramă                                                 |
| Bryan Cranston ca Walter White în Breaking Bad (AMC)                      |
| Kyle Chandler ca Eric Taylor în Friday Night Lights (The 101 Network/NBC) |
| Matthew Fox ca Jack Shepard în Lost (ABC)                                 |
| Michael C. Hall ca Dexter Morgan în Dexter (Showtime)                     |
| Jon Hamm ca Don Draper în Mad Men (AMC)                                   |
| Hugh Laurie ca Gregory House în House (FOX)                               |

| Actor rol principal comedie                                |
| Alec Baldwin ca Jack Donaghy în 30 Rock (NBC)              |
| Steve Carell ca Michael Scott în The Office (NBC)          |
| Larry David ca Larry David în Curb Your Enthusiasm (HBO)   |
| Matthew Morrison ca Will Schuester în Glee (FOX)           |
| Jim Parsons ca Sheldon Cooper în The Big Bang Theory (CBS) |
| Tony Shalhoub ca Adrian Monk în Monk (USA)                 |

| Actor rol principal miniserial                                 |
| Jeff Bridges ca Jon Katz în A Dog Year (HBO)                   |
| Al Pacino ca Dr. Jack Kevorkian în You Don't Know Jack (HBO)   |
| Dennis Quaid ca Bill Clinton în The Special Relationship (HBO) |
| Michael Sheen ca Tony Blair în The Special Relationship (HBO)  |
| Ian McKellen ca Two în The Prisoner (AMC)                      |

| Actriță rol principal dramă                                                  |
| Glenn Close ca „Patty“ Hewes în Damages (FX)                                 |
| Connie Britton ca Tami Taylor în Friday Night Lights (The 101 Network/NBC)   |
| Mariska Hargitay ca Olivia Benson în Law & Order: Special Victims Unit (NBC) |
| January Jones ca Betty Draper în Mad Men (AMC)                               |
| Julianna Margulies ca Alicia Florrick în The Good Wife (CBS)                 |
| Kyra Sedgwick ca Brenda Leigh Johnson în The Closer (TNT)                    |

| Actriță rol principal comedie                                                          |
| Toni Collette ca Tara Gregson în United States of Tara (Showtime)                      |
| Edie Falco ca Jacky Peyton în Nurse Jackie (Showtime)                                  |
| Tina Fey ca Liz Lemon în 30 Rock (NBC)                                                 |
| Julia Louis-Dreyfus ca Christine Campbell în The New Adventures of Old Christine (CBS) |
| Lea Michele ca Rachel Berry în Glee (FOX)                                              |
| Amy Poehler ca Leslie Knope în Parks And Recreation (NBC)                              |

| Actriță rol principal miniserial                                |
| Joan Allen ca Georgia O’Keeffe în Georgia O’Keeffe (Lifetime)   |
| Claire Danes ca Temple Grandin în Temple Grandin (HBO)          |
| Hope Davis ca Hillary Clinton în The Special Relationship (HBO) |
| Judi Dench ca Miss Matty în Return to Cranford (PBS)            |
| Maggie Smith ca Mary Gilbert în Capturing Mary (HBO)            |

## Actori cu rol secundar
| Actor rol secundar dramă                                   |
| Andre Braugher ca Owen în Man of a Certain Age (TNT)       |
| Michael Emerson ca Benjamin Linus în Lost (ABC)            |
| Terry O'Quinn ca John Locke/The Man în Black in Lost (ABC) |
| Aaron Paul ca Jesse Pinkman în Breaking Bad (AMC)          |
| Martin Short ca Leonard Winstone în Damages (FX)           |
| John Slattery ca Roger Sterling în Mad Men (AMC)           |

| Actor rol secundar comedie                                           |
| Ty Burrell ca Phil Dunphy în Modern Family (ABC)                     |
| Chris Colfer ca Kurt Hummel în Glee (FOX)                            |
| Jon Cryer ca Alan Harper \|în Two and a Half Men (CBS)               |
| Jesse Tyler Ferguson ca Mitchell Pritchett în Modern Family (ABC)    |
| Neil Patrick Harris ca Barney Stinson în How I Met Your Mother (CBS) |
| Eric Stonestreet ca Cameron Tucker în Modern Family (ABC)            |

| Actor rol secundar miniserial                            |
| Michael Gambon ca Mr. Woodhouse în Emma (PBS)            |
| John Goodman ca Neal Nichol în You Don’t Know Jack (HBO) |
| Jonathan Pryce ca Mr. Buxton în Return to Cranford (PBS) |
| Patrick Stewart ca Ghost/Hamlet în Hamlet (PBS)          |
| David Strathairn ca Dr. Carlock în Temple Grandin (HBO)  |

| Actriță rol secundar dramă                                  |
| Christine Baranski ca Diane Lockhart în The Good Wife (CBS) |
| Rose Byrne ca Ellen Parsons în Damages (FX)                 |
| Sharon Gless ca Madeline Westen în Burn Notice (USA)        |
| Christina Hendricks ca Joan Harris în Mad Men (AMC)         |
| Elisabeth Moss ca Peggy Olsen în Mad Men (AMC)              |
| Archie Panjabi ca Kalinda Sharma în The Good Wife (CBS)     |

| Actriță rol secundar comedie                                     |
| Julie Bowen ca Claire Dunphy în Modern Family (ABC)              |
| Jane Krakowski ca Jenna Maroney în 30 Rock (NBC)                 |
| Jane Lynch ca Sue Sylvester în Glee (FOX)                        |
| Holland Taylor ca Evelyn Harper în Two and a Half Men (CBS)      |
| Sofía Vergara ca Gloria Delgado-Pritchett în Modern Family (ABC) |
| Kristen Wiig ca didferite caractere în Saturday Night Live (NBC) |

| Actriță rol secundar miniserial                            |
| Kathy Bates ca Queen of Hearts în Alice (Syfy)             |
| Catherine O'Hara ca Aunt Ann în Temple Grandin (HBO)       |
| Julia Ormond ca Eustacia Grandin în Temple Grandin (HBO)   |
| Susan Sarandon ca Janet Good în You Don't Know Jack (HBO)  |
| Brenda Vaccaro ca Margo Janus în You Don't Know Jack (HBO) |

## Actori oaspeți
Actor oaspete dramă
Actor oaspete comedie
Actriță oaspete dramă
Actriță oaspete comedie